# یواس‌اس ایندرا (ای‌آرال-۳۷)
یواس‌اس ایندرا (ای‌آرال-۳۷) (به انگلیسی: USS Indra (ARL-37)) یک کشتی بود که طول آن ۳۲۸ فوت (۱۰۰ متر) بود. این کشتی در سال ۱۹۴۵ ساخته شد.